# روث وير
روث وير (بالإنجليزية: Ruth Ware)‏ (1977، لويس في المملكة المتحدة)؛ كاتِبة ومؤلِّفة، بائعة كُتُب، نادلة، مُدرسة وروائية بريطانية. درست في جامعة مانشستر.